# Ernst Wimmer
Ernst Wimmer (* 17. Juni 1924 in Horn, Niederösterreich; † 27. Oktober 1991 in Wien) war ein österreichischer politischer Journalist, Kommunist, marxistischer Theoretiker und Politiker und Aphoristiker. Er hatte in den 1970er und 1980er Jahren eine bedeutende Rolle für die Entwicklung der KPÖ und prägenden Einfluss auf Teile der intellektuellen und der kulturschaffenden Linken in Österreich.

## Kindheit und Familie
Ernst Wimmer wurde 1924 als zweites Kind des ehemaligen Offiziers der k.u.k. Armee und späteren Direktors des Creditanstalt-Bankverein Otto Wimmer (1895–1957) und dessen Gattin Hermine (1897–1990) in der ländlichen Kleinstadt Horn im Waldviertel, Niederösterreich, geboren. Ende 1925 zog die Familie nach Wien, nachdem sein Vater 1924 innerhalb der Anglo-Österreichischen Bank dorthin berufen worden war. Wimmer wuchs in Wien-Meidling in bürgerlichen Verhältnissen auf. Das betont patriotische, monarchistisch-katholische Milieu seines Elternhauses trug zu seiner antifaschistischen Einstellung bei. Ernst Wimmers Erzählungen zufolge haben ihn seine Erlebnisse des Österreichischen Bürgerkriegs im Februar 1934 in der Entwicklung seines politischen Wesens ausschlaggebend und nachhaltig geprägt.

## Erste politische Aktivitäten in der Zeit des Nationalsozialismus
Nach dem Anschluss Österreichs an das Deutsche Reich 1938 war Wimmer zusammen mit anderen, darunter sein Klassenkamerad und späterer Schriftsteller Gerhard Fritsch, in der antifaschistischen Widerstandsgruppe „Theiss“ an seiner Schule, dem Ignaz-Seipel-Gymnasium (dem heutigen GRG Wien XII Rosasgasse), politisch aktiv. Wimmer wurde ebenso wie seine Schwester Edith von der Gestapo verhaftet und zum Verhör in das Gestapo-Hauptquartier in Wien am Morzinplatz gebracht. Während der damals 14 Jahre alte Wimmer nach kurzer Haft wieder entlassen wurde, verblieb seine Schwester für ein knappes Jahr in Gestapo-Haft. Kurz vor seiner Matura im Jahr 1942 wurde Wimmer vom Reichsgericht von seiner Schule relegiert und von allen Schulen und Hochschulen des Deutschen Reichs ausgeschlossen. In weiterer Folge wurde er zur deutschen Wehrmacht eingezogen und nach einer militärischen Grundausbildung in Znaim in Zistersdorf zum Funker ausgebildet. Laut eigener Aussage hatte er das große Glück, dass ihm der Einsatz an der Kriegsfront erspart blieb. Um sich dem Marschbefehl zur „Rettung“ Berlins zu verweigern, desertierte Wimmer in den letzten Kriegsmonaten gemeinsam mit anderen österreichischen Wehrmachtssoldaten.

## Politischer Journalismus, Heirat und Familie
Nach der Befreiung Österreichs durch die Alliierten wurde Wimmer – er besaß außerordentliche Kenntnisse der englischen, lateinischen und altgriechischen Sprache – Dolmetscher des englischen Stadtkommandanten in Wien. Dadurch kam er mit vielen, teils namhaften Antifaschisten wie z. B. Graham Greene, in persönlichen Kontakt und traf aus dem englischen Exil heimkehrende österreichische Kommunisten, etwa den Philosophen und Freud-Schüler Walter Hollitscher. Diese Kontakte politisierten ihn weiter.
Sein Weg führte – nach einer kurzen Zeit als ordentlicher Student an der Hochschule für Welthandel in Wien – zum politischen Journalismus. Er arbeitete für die erste österreichische und überparteiliche (ÖVP, SPÖ, KPÖ) Nachkriegszeitung Neues Österreich, den Der Abend und die kulturpolitische Zeitung Wiener Tagebuch. Aus politisch-weltanschaulichen Gründen wechselte er dann zum Zentralorgan der KPÖ, der Tageszeitung Volksstimme.
1947 heiratete Ernst Wimmer seine Jugendfreundin, die aus einer bürgerlichen und angesehenen jüdischen Familie kommende Eva Margareta Gans (* 1925, † 2005). Ihrer gemeinsamen Ehe entstammten drei Söhne. Die Familie lebte ab 1960 in Wien-Döbling im Helmut-Qualtinger-Hof. Überzeugt von der Sache des Kommunismus, insbesondere durch die tiefe Freundschaft mit Walter Hollitscher, entschied er sich für ein Leben als Berufsrevolutionär und wurde 1947 gemeinsam mit seiner Ehefrau und politischen Gefährtin Eva Mitglied der Kommunistischen Partei Österreichs.
Ernst Wimmer begann seine Arbeit in der Redaktion der Volksstimme unter dem damaligen Chefredakteur Erwin Zucker-Schilling als Journalist im außenpolitischen Ressort. Im Besonderen förderten ihn die namhaften Redakteure Jakob Rosner, Fritz Glaubauf und Bruno Frei auf seinem Weg zum politischen Journalismus. In diesen Jahren widmete sich Wimmer zudem in umfassender Weise seiner Weiterbildung. Im Besonderen in Bezug auf die Klassiker und Kenntnisse des Wissenschaftlichen Sozialismus sowie in den Bereichen Literatur und Kunst und der romanischen Sprachen.
Der XX. Parteitag der KPdSU 1956 war für Ernst Wimmer ein einschneidendes Erlebnis. In der Folge beschäftigten ihn der Ungarische Aufstand 1956, der Maoismus in China und der Prager Frühling. Ernst Wimmer hielt es weiter mit der Sache der Revolution, des Kommunismus. Das hinderte ihn nicht, zu differenzieren; er kritisierte in seinen Artikeln Einiges. Die Parteiführung entzog Wimmer wegen seiner Kritik im Januar 1964 das außenpolitische Ressort bei der Volksstimme. Er arbeitete von nun an in der Kulturredaktion. Seinem Selbstverständnis als Berufsrevolutionär entsprechend verstand er diesen Arbeitsbereich ebenso als Kampffeld für eine revolutionäre Partei und handelte entsprechend der politischen Situation.

## Theoretische und praktische Arbeit für die KPÖ
In Folge des Einmarsches eines Teils der Warschauer-Pakt-Staaten in Prag im August 1968 spitzten sich – wie auch in der Weltbewegung – in der KPÖ die ideologischen Auseinandersetzungen um die Frage des politisch-ideologischen Charakters der Kommunistischen Parteien zu. Revisionisten und Marxisten-Leninisten rangen miteinander, insbesondere in der Frage der Haltung zur Sowjetunion.
Die Marxisten-Leninisten in der KPÖ schufen in dieser Auseinandersetzung ein neues Parteiorgan für die Partei, die Zeitschrift Neue Politik. Ernst Wimmer wurde gemeinsam mit Walter Hollitscher der führende Kopf des Redaktionskollegiums. Nach dem Sieg der Marxisten-Leninisten innerhalb der KPÖ erfolgte auch eine komplette Neugestaltung der Zeitschrift Weg und Ziel. Wimmer wurde Mitglied in deren fünfköpfigem Redaktionskollegium.
Zwischen 1970 und 1974 positionierte sich die KPÖ auf der Grundlage des „Wissenschaftlichen Sozialismus“ neu. Wimmer trug dazu bei, als marxistischer Theoretiker und politischer Journalist in einer Vielzahl von Publikationen in den verschiedenen Organen der KPÖ, wie auch als Organisator einer Reihe von „Theoretischen Konferenzen“, sowie als Teilnehmer an Diskussionsveranstaltungen. Auf dem 21. Parteitag der KPÖ im Mai 1970 wurde Wimmer in das Zentralkomitee der Partei gewählt.

## Nach dem Zusammenbruch der realsozialistischen Staaten
Der Zusammenbruch der realsozialistischen Staaten im Jahr 1989 sprengte den Konsens innerhalb der bis dahin marxistisch-leninistisch gebliebenen kommunistischen Parteien in Westeuropa über deren ideologische Grundlagen, so auch in der KPÖ. Der Marxismus-Leninismus als Ideologie, mit all seinen politischen und organisatorischen Implikationen, stand nun zur Gänze zur Disposition. In dieser Situation bezog Ernst Wimmer die Position der Aufrechterhaltung einer Partei mit dem programmatischen Ziel, den Kapitalismus zu überwinden. Um die real bestehenden gesellschaftlichen Widersprüche praktisch nutzbar machen zu können, stellte Wimmer die Verteidigung des wissenschaftlichen Sozialismus und die Analyse des Kapitalismus ins Zentrum der von ihm betrieben Politik in Wort und Schrift.
Die politisch-ideologische Auseinandersetzung zwischen den Kräften rund um den neuen Vorsitzenden Walter Silbermayr, die das Aufgehen der KPÖ in einer allgemeinen Linken anstrebten und den orthodox-marxistischen Kräften rund um Ernst Wimmer, insbesondere auf dem 27. Parteitag der KPÖ im Januar 1990, führten zur Enthebung Ernst Wimmers als Ideologe der KPÖ durch die neue Parteiführung.
Auf dem 28. Parteitag im Juni 1991 erklärte Wimmer:
„Dass es einen Marxismus mit neuen Erkenntnissen, Methoden und Kriterien so lange geben wird, als es Kapitalismus geben wird und darüber hinaus, das steht für mich außer Frage. Aber ob es eine marxistische Partei, eine Partei kommunistischen Typs in den nächsten Jahren geben wird, das ist leider für mich nicht so sicher. Keineswegs deswegen, weil ich wie kleinmütig geworden oder gekränkt der Auffassung wäre, dass eine solche Partei keine Existenzberechtigung mehr hätte, im Gegenteil. Aber ich habe begründete Zweifel daran, dass das, was heute die Partei ausmacht, sich aufraffen und zusammenraufen kann, um Funktionen zu erfüllen, die erst eine Existenzberechtigung ergeben.“
Wenige Wochen vor seinem Tod inspirierte Wimmer einige sich um ihn scharende Genossen zur Schaffung einer periodischen Streitschrift, der späteren „Neue Volksstimme“. Diese sollte den Versuch unternehmen, die Marxisten-Leninisten in der KPÖ zu sammeln und in der politisch-ideologischen Auseinandersetzung mit dem Revisionismus als politische Waffe dienen.
Ernst Wimmer starb in den Abendstunden des 27. Oktober 1991 in Wien an Leukämie. Er wurde am 7. November 1991 im Rahmen eines Parteibegräbnisses und unter großer Anteilnahme mehrerer hundert Menschen auf dem Döblinger Friedhof in Wien beigesetzt. Die Grabrede hielten persönliche Freunde Wimmers, der österreichische Dichter Arthur West und der österreichische Bildhauer Alfred Hrdlicka.

## Aphoristiker und Essayist
Ernst Wimmer hinterließ zirka 8000 Aphorismen, die in einem Zeitraum von ungefähr 30 Jahren entstanden. Wimmer wählte die Aphoristik zur Verwirklichung seines Bedürfnisses nach schriftstellerischem Ausdruck unter den Bedingungen seines selbst gewählten Primats der politisch-journalistischen und politisch-ideologischen Arbeit als Kommunist. So gut wie ausnahmslos widmete er sich täglich zumindest eine Stunde dem Überdenken und der Kritik dessen, was ihm von Bedeutung schien.
- „Maulwurfsgrille – Die Neigung des Österreichers zur Schlamperei entspricht seinem Stolz auf Individualität: Um diese zu behaupten, braucht er Schlupflöcher, die jene lässt.“
- „Die Summe der Ausnahmen, die einer geltend macht, ergibt die auf ihn passende Regel.“
- „Sogar die Gläubigsten beten nicht so oft zu ihrem Gott, als sie trachten, ihn zu überlisten.“
- „Zu unseren Erfahrungen verhalten wir uns wie zu Untergebenen: Wir sagen ihnen, was sie uns zu sagen haben.“
- „Wären wir außerstande zu ertragen, was wir unerträglich nennen, hätten wir eine andere Geschichte.“
- „So sanft kann kein Hang zum Idealisieren sein, dass man nicht ins Rutschen kommt.“ * „Jeder von uns wäre für den anderen ein hinreichend großes Theater, würde nicht meist bei fast geschlossenem Vorhang gespielt.“

Nur wenige seiner Aphorismen und Essays sind bisher in Buchform publiziert worden. Entgegen der noch zu Lebzeiten Wimmers mehrfach gemachten Zusage der Parteiführung der KPÖ und trotz eines entsprechenden Parteitagsbeschlusses, verschiedentlich Werke Ernst Wimmers zu publizieren, ist dies in der Folge unterblieben. Der umfangreiche Nachlass Ernst Wimmers, so auch die Aphorismen und Essays, befindet sich im Eigentum seiner Söhne.

## Werke
- Zur Lage der Arbeiterklasse in Österreich Stern Verlag, Wien 1973
- Antimonopolistische Demokratie und Sozialismus. Globus Verlag, Wien 1974, ISBN 3-85364-013-3
- Eurokommunismus – Eine Sammlung von Stellungnahmen (mit Franz Muhri, Erwin Scharf)
- Sozialpartnerschaft aus marxistischer Sicht Globus Verlag, Wien 1979
- Staat und Demokratie – Dritter Weg oder Revolution? Globus Verlag, Wien 1982, ISBN 3-85364-091-5
- Sozialismus in Österreichs Farben – Programm der Kommunistischen Partei Österreichs, 1982
- Antonio Gramsci und die Revolution Globus Verlag, Wien 1984
- 100 Jahre Hainfeld, 70 Jahre KPÖ – Rückblick & Ausblick Globus Verlag, Wien 1988, ISBN 3-85364-205-5

als Herausgeber
- Willi Gaisch: Der verwirklichte Sozialismus, Wien 1977
- (mit Josef Schleifstein): Plädoyers für einen wissenschaftlichen Humanismus.  Verlag Marxistische Blätter, Frankfurt am Main 1981, ISBN 3-88012-628-3, sowie im Globus-Verlag, Wien 1981, ISBN 3-85364-075-3

| Personendaten    | Personendaten                                                                                                |
| ---------------- | --- |
| NAME             | Wimmer, Ernst                                                                                                |
| KURZBESCHREIBUNG | österreichischer politischer Journalist, Kommunist, marxistischer Theoretiker und Politiker und Aphoristiker |
| GEBURTSDATUM     | 17. Juni 1924                                                                                                |
| GEBURTSORT       | Horn, Niederösterreich                                                                                       |
| STERBEDATUM      | 27. Oktober 1991                                                                                             |
| STERBEORT        | Wien |